# Grande Mosquée de Tlemcen
La Grande Mosquée de Tlemcen (en arabe : المسجد الكبير بتلمسان) a été construite en 1136 par Ali Ben Youssef, calife de la dynastie berbère des Almoravides, et son minaret en 1236 par le sultan Zianide Yghomracen Ibn Zyan. Elle est construite en pierre, brique et plâtre. Le décor architectural comporte marbre, plâtre sculpté et ajouré, céramique et bois. Elle est, aux côtés de la grande mosquée d'Alger et la Grande Mosquée de Nedroma, le seul monument de la dynastie Almoravides subsistant de nos jours en Algérie. 

## Inscriptions
« .بسم الله الرحمن الرحيم وصلى الله على محمد وعلى آله وسلم هذا مما أمر بعمله الأمير الأجل...أيده الله وأعز نصره وأدام دولته، وكان إتمامه على يد الفقيه الأجل القاضي الأوصل أبي الحسن علي بن عبد الرحمن ابن علي أدام الله عزهم فتم في شهر جمادى الأخير عام ثلاثين وخمسمائة »

« Au nom d'Allah, le miséricordieux, le très miséricordieux Qu'Allah bénisse Muh'ammad, sa famille et les sauve ! Ceci a été exécuté par ordre de l'émir. Le plus illustre… qu'Allah fortifie son pouvoir, accroisse l'assistance qu'il lui accorde et perpétue son règne ! Elle fut achevée par les soins du jurisconsulte le plus illustre, le Cadi très généreux, Abu-Hasan Ali b.Abd al-Rah'manb. Ali qu'Allah perpétue leur puissance ! Elle fut achevée dans le mois de Jumada II de l'an cinq cent trente. »

## Architecture

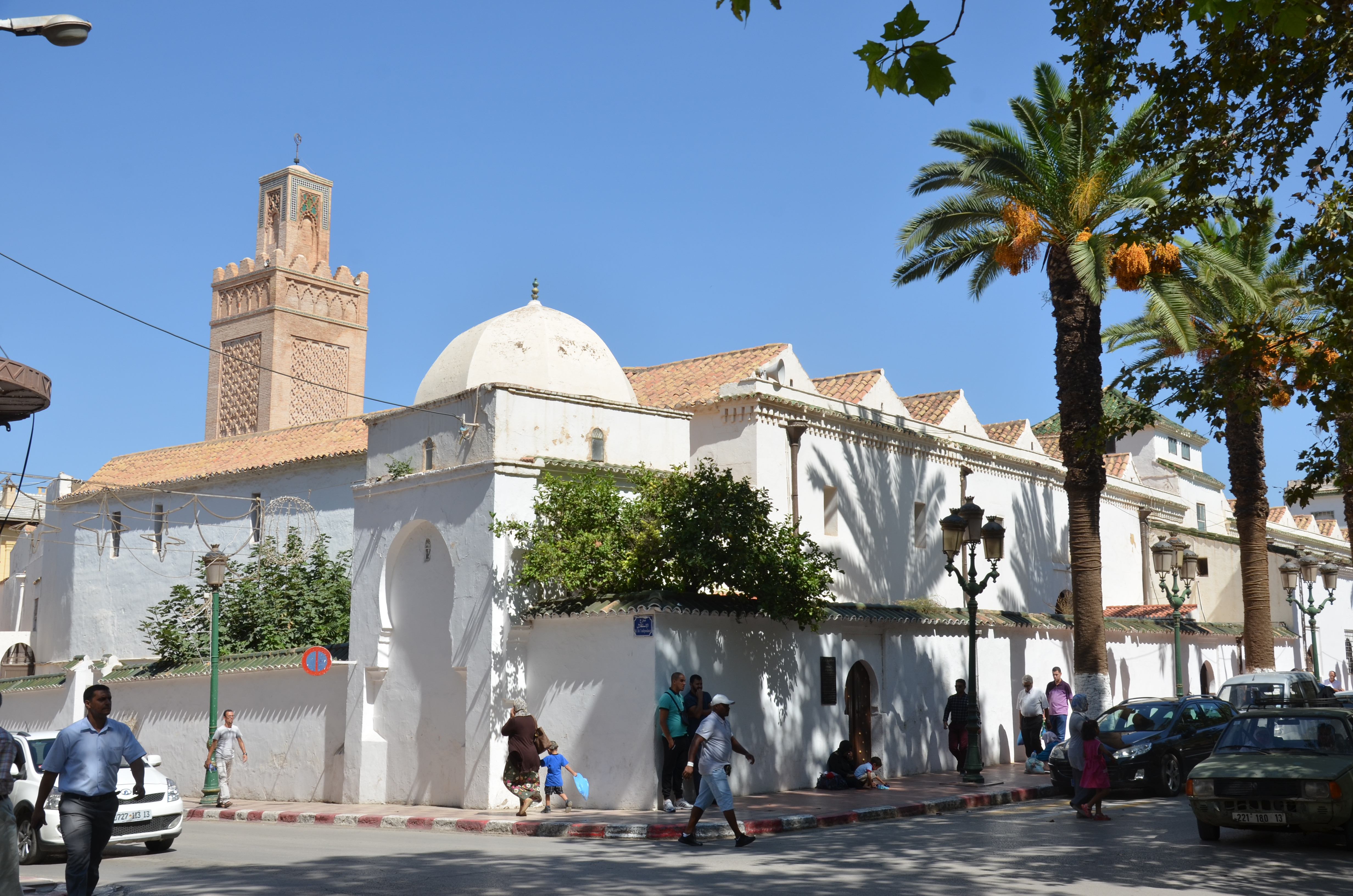
Vue extérieure de la mosquée.

La Grande Mosquée de Tlemcen constitue un groupe avec les deux autres mosquées almoravides, celles d'Alger et de Nedroma. Elle est le plus important monument almoravide, c'est un édifice de 60 à 50 mètres, précédé d'une cour carré de 20 mètres de côté, encadrée à l'Est et à l'Ouest, selon une pratique caractéristique de l'art almoravide, de nefs prolongeant celles de la salle de prières. Cette salle comprend 13 nefs de six travées, bordées comme à Alger et à Fès de piliers maçonnés qui supportent des arcs en plein cintre outrepassé, brisés ou lobés. Une coupole à nervure s'élève au centre; une autre, située en avant du mihrab, présente des pans ajourés qui en font « une admirable dentelle aérienne tendue au-dessus du tambour ». La disposition de l'encorbellement de la lanterne, avec ses multiples volumes étagés les uns au-dessus des autres, permet d'y reconnaître « le premier exemplaire occidental daté de coupole à stalactites ». Dans la décoration triomphe le motif floral, sous sa forme définitive de la palme simple ou double, finement nervée, qui se mêle abondamment à l'acanthe. Le mihrab se distingue par une élégante ornementation qui présente de grandes ressemblances avec celle du mihrab de Cordoue.

### Plan de la mosquée

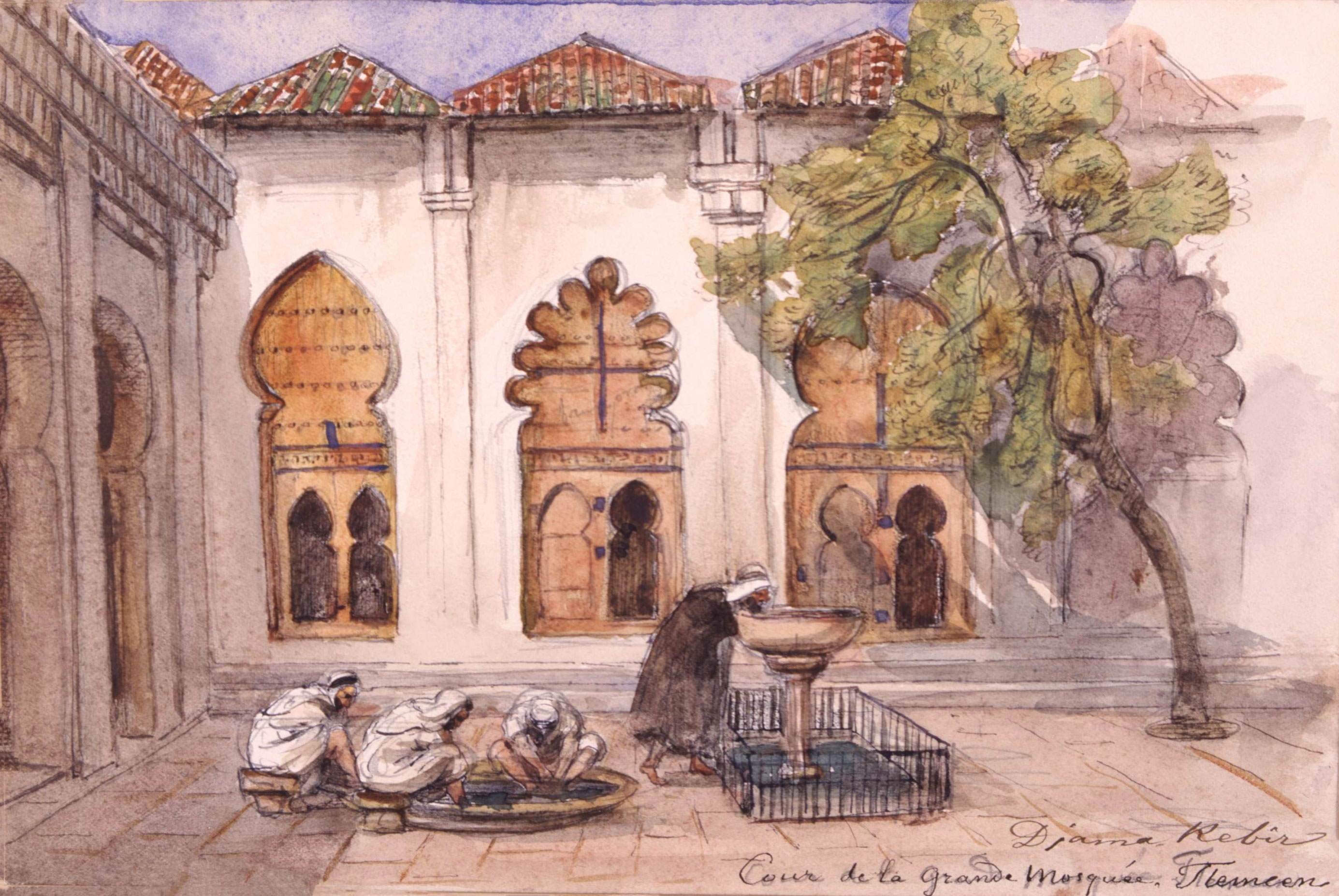
Aquarelle de Fritz von Dardel, datant de 1886, représentant la Cour de la Grande Mosquée.

Le plan de la mosquée plan est irrégulier au niveau du mur nord-ouest, peut-être en raison de la topographie. Légèrement décalé par rapport à l'axe du mihrab se dresse le minaret, construit par Yghomracen Ibn Zyan vers 1236. De forme quadrangulaire, il se compose d'une tour surmontée d'un lanternon. Une cour quadrangulaire désaxée, entourée de portiques sur ses trois autres côtés, dont certains constituent le prolongement des nefs, ouvre sur la salle de prière dont les treize nefs perpendiculaires au mur qiblî sont coupées de six travées. L'architecture de la Grande Mosquée de Tlemcen se distingue par l'utilisation d'arcs outrepassés, d'arcs outrepassés brisés et d'arcs polylobés, particulièrement ornés au niveau de la zone du mihrab, formes que l'on rencontre aussi à la Qarawiyyin de Fès.
La zone du mihrab est magnifiée par une nef plus large ponctuée de deux magnifiques coupoles, héritières des coupoles de la Grande Mosquée de Cordoue, de Kairouan en Tunisie et d'Al-Azhar Al-Sharif au Caire. La coupole de Tlemcen située dans la zone du mihrab est la plus remarquable. Nervurée à seize pans, elle prend appui sur une corniche carrée, par le biais de quatre trompes à muqarnas. Les nervures, formées par des rangées de briques, apparaissent sous forme d'arêtes en saillie sur l'extrados. Les panneaux qui relient les nervures sont en plâtre sculpté ; entièrement ajourés, ils constituent une dentelle lumineuse. Au centre, un lanternon à muqarnas couronne le tout. Les muqarnas, d'origine persane, importés d'Orient, furent introduits au Maghreb par les Almoravides, ou transmis par l'intermédiaire des Hammadides ou des Andalous qui entretenaient des relations étroites avec le califat fatimide.

### Le Mihrab
Le mihrab au décor de plâtre finement sculpté de motifs végétaux et épigraphiques rappelle celui de Cordoue. Il s'ouvre par un arc outrepassé placé dans un encadrement rectangulaire, ses claveaux bichromes s'achèvent par des voussures polylobées. Sa niche de section polygonale est surmontée d'une coupolette à seize cannelures. Ce type de coupole apparaît déjà à la grande mosquée de Kairouan où la coupole en avant du mihrab présente vingt cannelures. De même à la Grande Mosquée de Cordoue, la coupole qui précède le mihrab est meublé en son centre d'une coupolette à cannelures, alternativement semi circulaire et triangulaires. Enfin à Saragosse, nous trouvons des coupolettes à six et neuf cannelures. La coupole de Tlemcen n'est donc pas une innovation almoravide, mais elle couronne pour la première fois la niche du mihrab. Ils l'employèrent également dans trois autres monuments : le Bains des Teinturiers à Tlemcen où la coupole compte seize cannelures comme à la Grande Mosquée, la Qarawiyyîn de Fès où nous rencontrons des coupolettes à huit et à dix cannelures et la Qubba de Barudiyyîn à Marrakech où la coupolette centrale montre huit cannelures.
À une époque où les réalisations architecturales en Espagne se font moins grandioses, du fait du déplacement du centre du pouvoir vers le Maghreb, la Grande Mosquée de Tlemcen constitue un remarquable exemple de la pérennité de l'architecture cordouane, par les innovations et le raffinement de son décor. Les particularités de son plan et plus encore le fait que s'y trouvent réunis et même étroitement associés la coupole sur nervures andalouse et l'encorbellement à muqarnas, lui confèrent une place éminente dans la série des œuvres musulmanes.

## Galerie

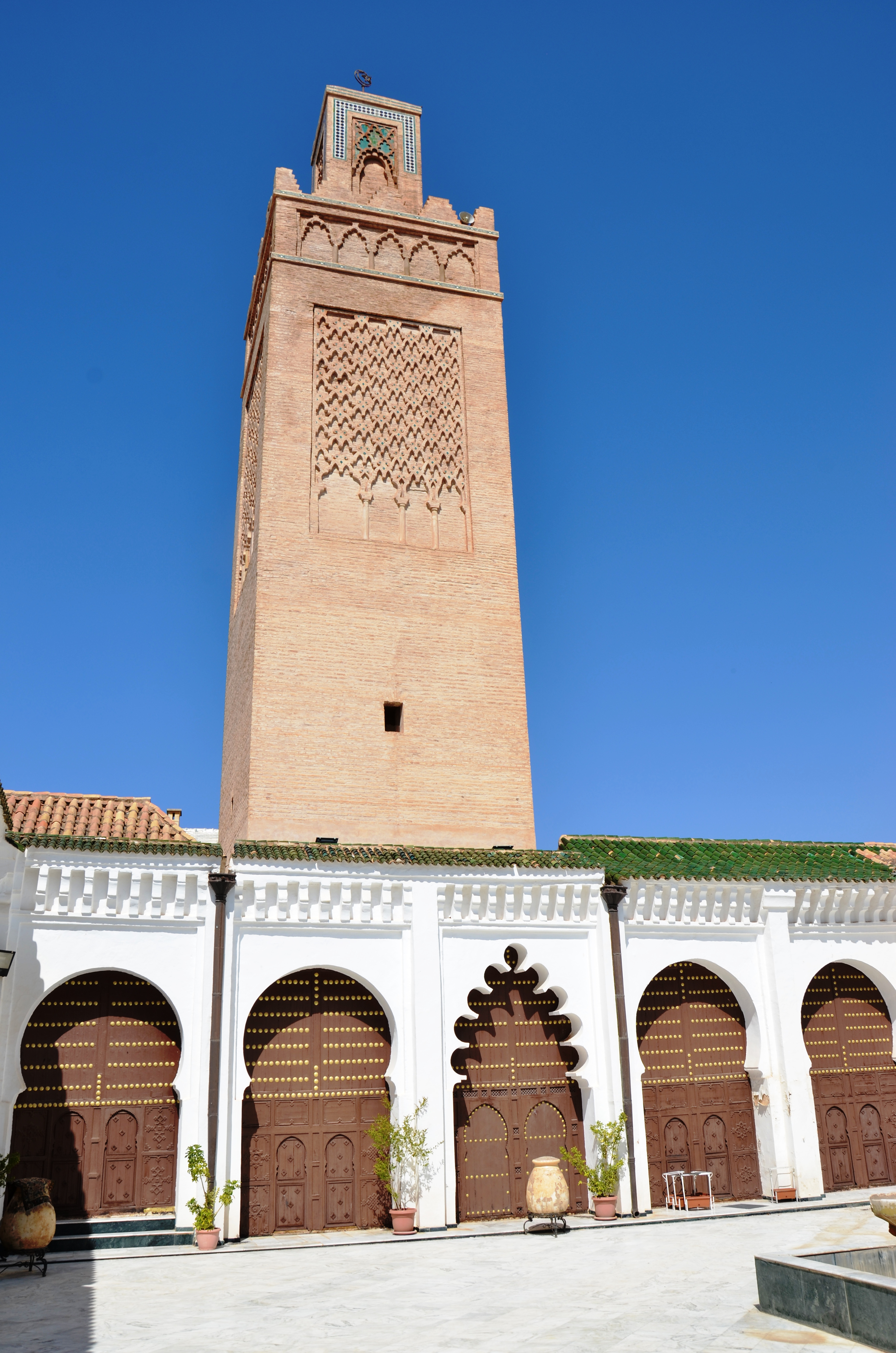
Le minaret.
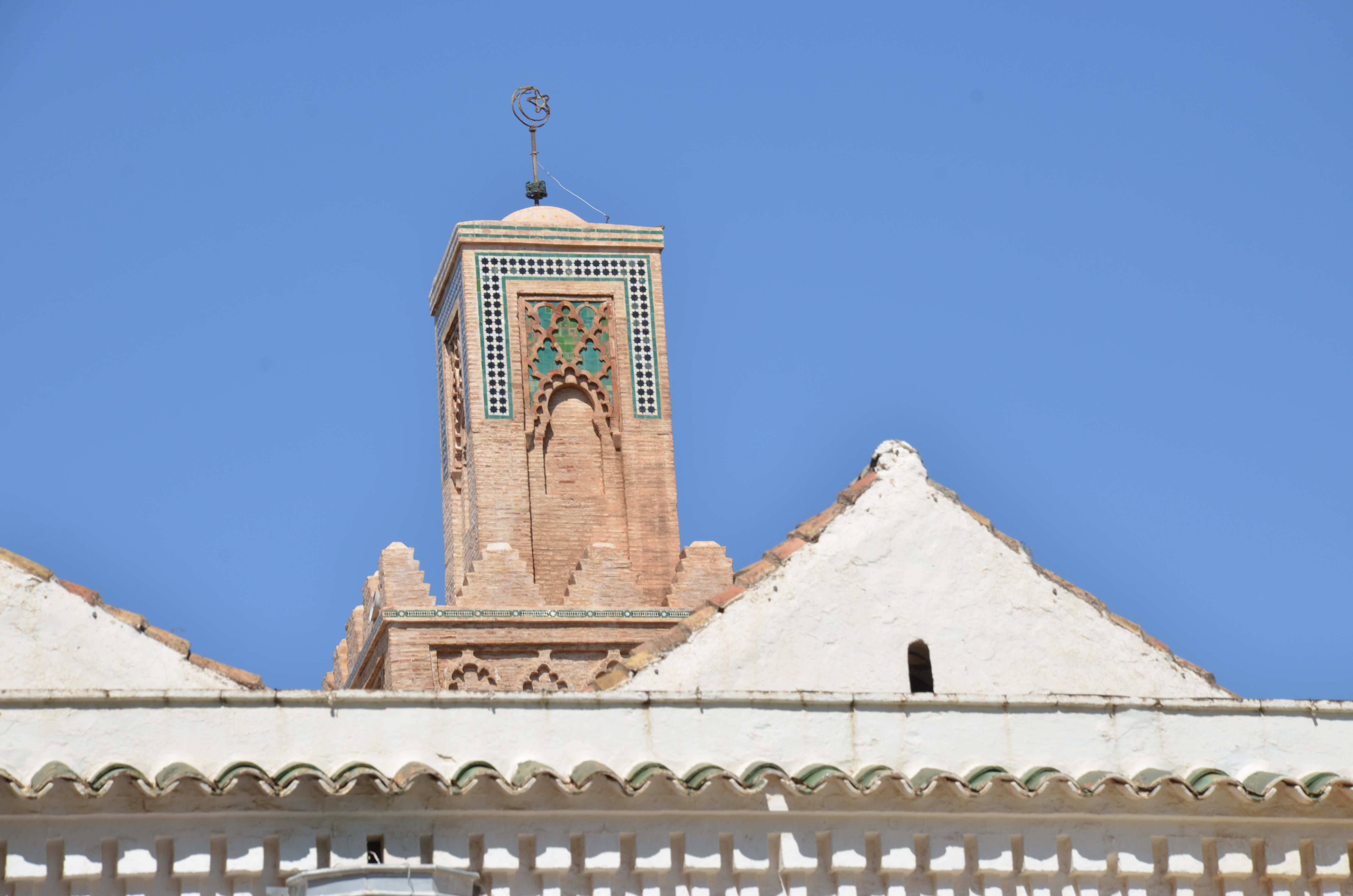
Détails de sculpture sur le minaret.
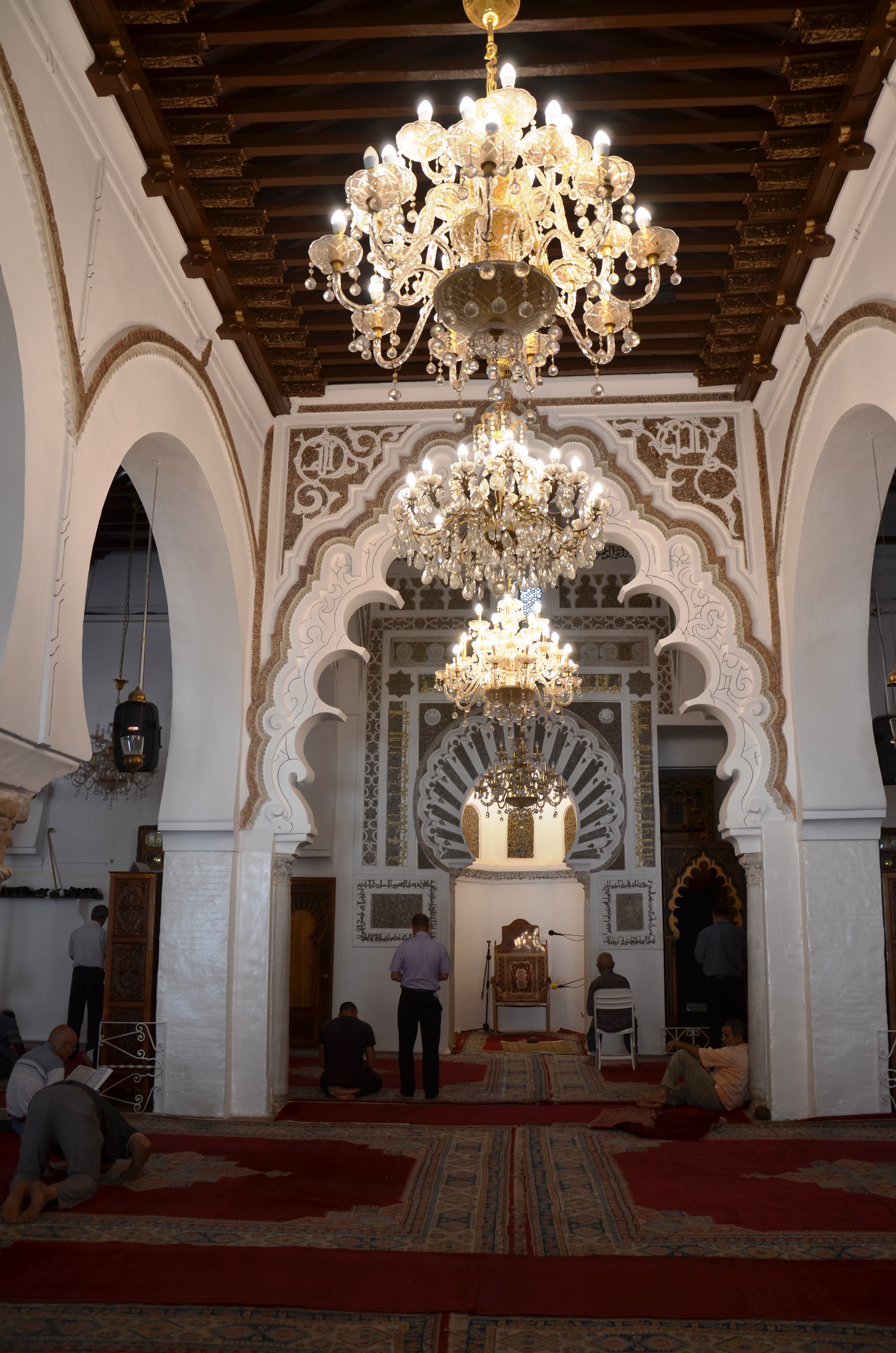
Le mihrab.
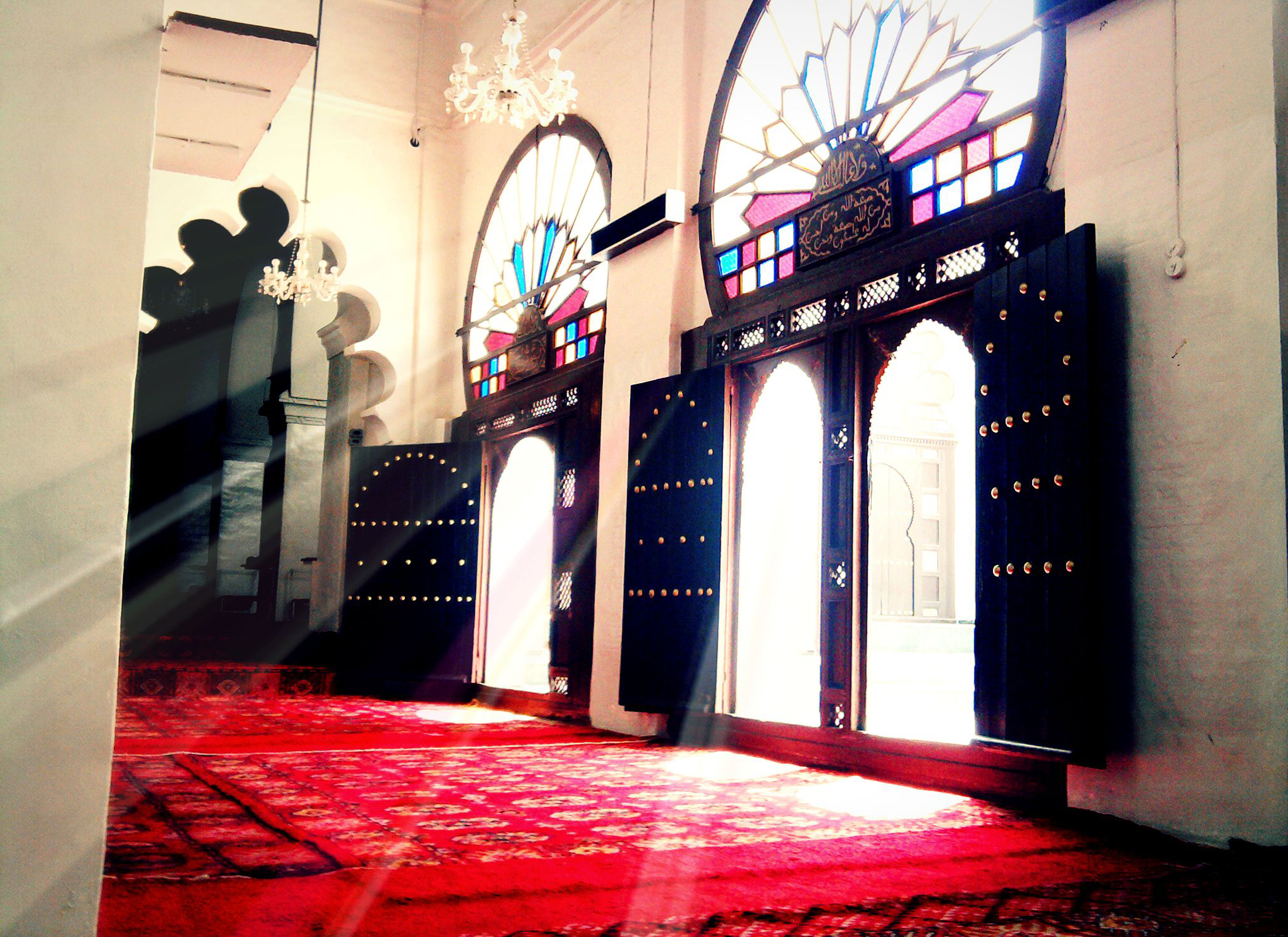
L'intérieur de la mosquée.
Vue de la salle de prière (photo du XIXe).
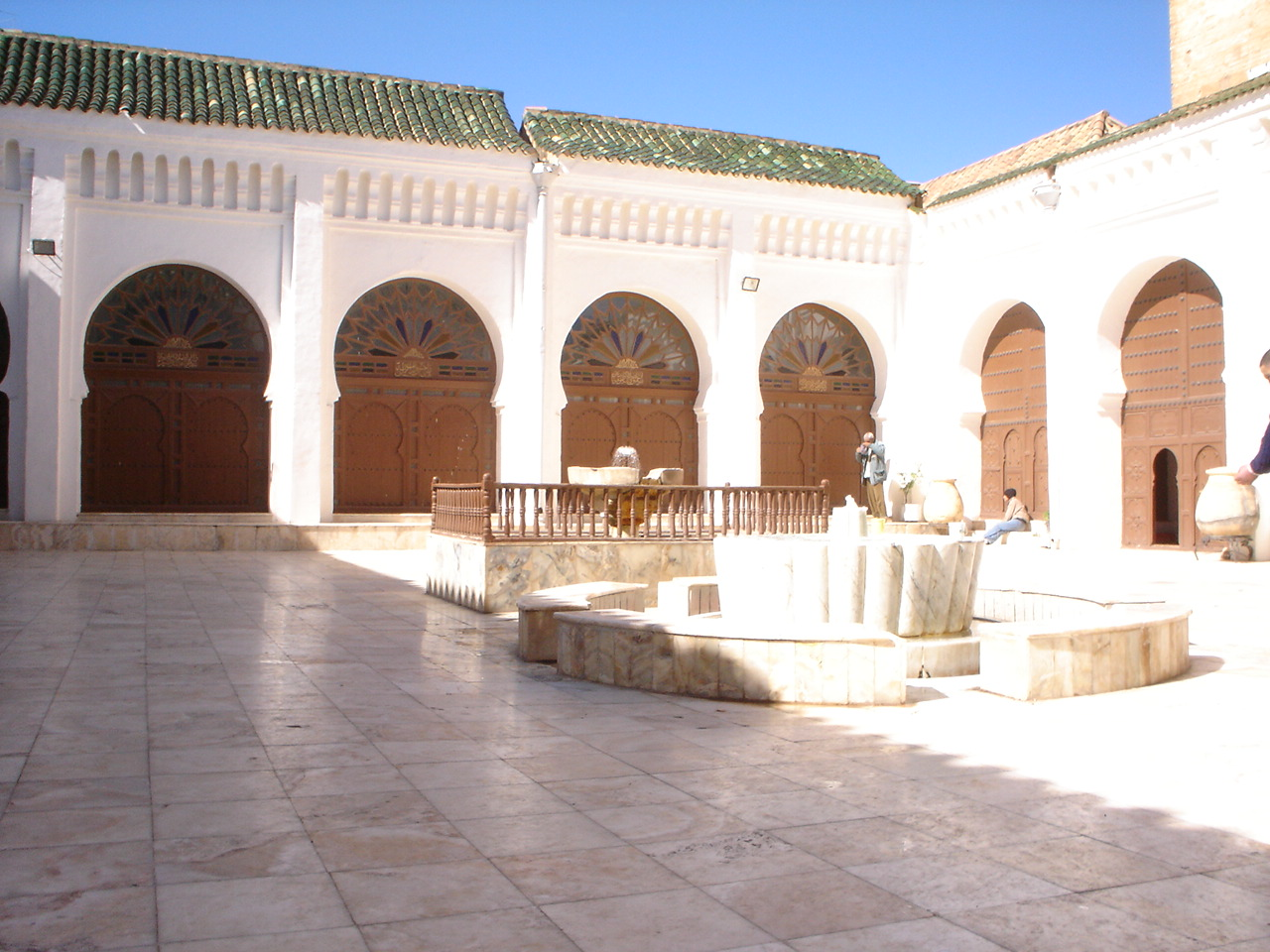
La cour intérieure de la mosquée.
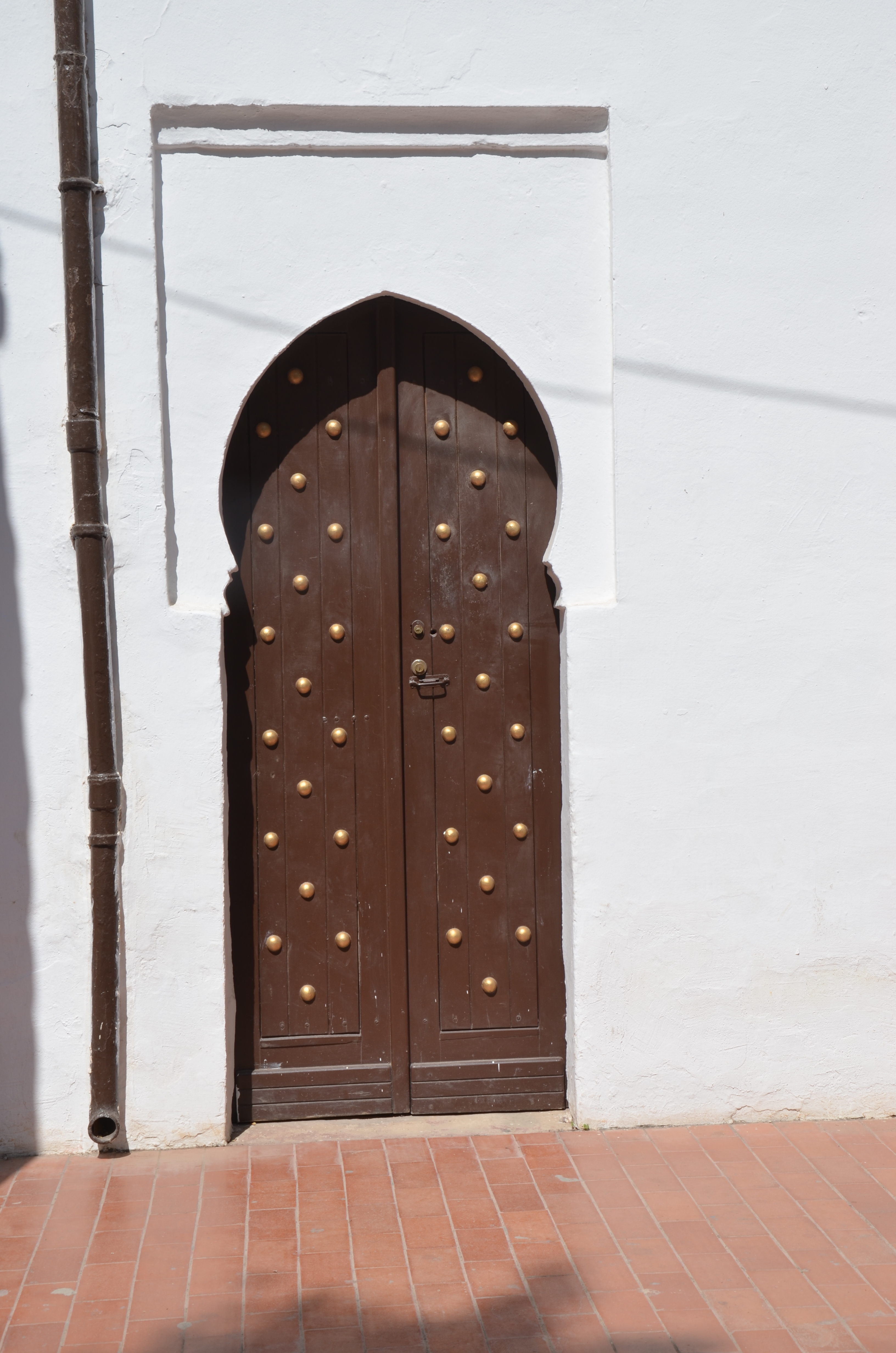
Une des portes de la mosquée.